# Henning Enoksen
Henning Enoksen (Copenhague, 26 de setembro de 1935 — 25 de setembro de 2016) foi um futebolista e treinador dinamarquês, medalhista olímpico. 

## Carreira
Henning Enoksen fez parte do elenco medalha de prata, nos Jogos Olímpicos de 1960.
Morreu em 25 de setembro de 2016, aos 80 anos. 